# Anneisha McLaughlin-Whilby
Anneisha McLaughlin-Whilby, född den 6 januari 1986, är en jamaicansk friidrottare.
Hon tog OS-silver på 4 x 400 meter stafett i samband med de olympiska friidrottstävlingarna 2016 i Rio de Janeiro..